# Zbýšov (kraj środkowoczeski)
Zbýšov – gmina w Czechach, w powiecie Kutná Hora, w kraju środkowoczeskim.
1 stycznia 2017 gminę zamieszkiwało 641 osób, a ich średni wiek wynosił 45,3 roku.